# Clásicos del fútbol colombiano
Los clásicos del fútbol colombiano son las rivalidades históricas de los clubes que a lo largo de la historia se han disputado tanto en la Primera como la Segunda División del fútbol profesional en Colombia; estas se dividen en clásicos regionales, clásicos nacionales o en pequeñas rivalidades regionales que han sido marcadas como rivalidades históricas de los clubes, también hay otras que no llegan a ser tan importantes como los clásicos principales. Se suelen diferenciar los clásicos históricos de los modernos, estos últimos surgiendo cuando al menos uno de los equipos ya tenía una rivalidad previa con otro club, convirtiéndose en su nuevo clásico principal. El fútbol es el deporte más popular en Colombia, esto da lugar a que los enfrentamientos clásicos sean seguidos con más interés.
A lo largo de la historia ha habido rivalidades que han sido temporáneas o por cierto periodo de tiempo, hay otras que han llegado a enfrentamientos antideportivos por parte de sus hinchas o fanáticos, esto sobre todo en los clubes más grandes del país.
En los últimos años han surgido debates para definir cuál es el verdadero partido clásico de Colombia, ya que no ha habido dos equipos que representen a una misma región o diferentes regiones que hayan mantenido una gran hegemonía durante toda la historia del profesionalismo, así como sucede en rivalidades de otros países como el superclásico argentino o el clásico español, por lo que es difícil determinar un clásico de mayor importancia por encima de otros. Algunos clásicos regionales históricos con un nivel moderado han perdido importancia, por lo que en algunos casos surgen nuevas rivalidades que ganan fuerza al disminuir la importancia de estos clásicos históricos, esto debido a la falta de enfrentamientos regulares, especialmente cuando los clubes están en divisiones menores durante mucho tiempo. A continuación se reseñan las rivalidades históricas más destacadas futbolísticamente en Colombia o los dichos clásicos regionales.

## Clásicos regionales
Los clásicos regionales involucran aquellos equipos que son de una misma ciudad, departamento o región, también podrían variar según sus cambios de categorías, sedes, ciudad o por desaparición. Son partidos que se dan entre los equipos más exitosos, antiguos, populares o tradicionales de una ciudad, departamento o región en Colombia por lo que a lo largo de la historia han surgido varias rivalidades en el país, algunas siendo históricas u otras recientes, al igual que hay otras han desaparecido a lo largo del tiempo, estas rivalidades se dan para definir cuál es el equipo más importante de una región o ciudad. Normalmente un clásico regional es reconocido como importante o destacado ya sea por hinchas de otros equipos o por federaciones como la Dimayor en algunos casos, estos partidos se juegan normalmente en la Categoría Primera A, donde logran ganar más importancia al ser este el torneo más importante del país a nivel de clubes.

### Clásico bogotano
El clásico bogotano también conocido como el clásico capitalino es una rivalidad que enfrenta a los dos equipos más tradicionales de la ciudad de Bogotá y del departamento de Cundinamarca que son Independiente Santa Fe y Millonarios F.C. Este enfrentamiento es el único clásico regional que se ha disputado en todas las temporadas del fútbol profesional colombiano de forma ininterrumpida. Es considerado uno de los partidos más importantes del fútbol colombiano. El encuentro se disputa en el Estadio Nemesio Camacho "El Campín" de Bogotá, donde ambos clubes juegan sus partidos como local. Millonarios fue fundado el 18 de junio de 1946, por su parte, Santa Fe se fundó 5 años antes, el 28 de febrero de 1941, siendo una rivalidad muy antigua, ya que hasta la fecha se han disputado 343 partidos oficiales  en más de 70 años de profesionalismo, siendo 322 de ellos en Primera División, 15 por Copa Colombia, 2 por Superliga, 2 por Copa Libertadores y 2 por Copa Sudamericana. La primera edición de este clásico se dio en 1942 en disputa de la Liga de fútbol de Cundinamarca, en el que en ese entonces Deportivo Municipal ganó por 4:1, el primer encuentro oficial fue el 19 de septiembre en el Campeonato de 1948 donde Santa Fe se impondría por 5:3. La mayor victoria de Santa Fe ante Millonarios fue en el Campeonato de 1992 por 7:3, siendo además el clásico con más goles hasta la fecha; por su parte, el mejor resultado de Millonarios se dio en dos ocasiones en Campeonato de 1952 y en 1954 donde se impondría en ambas ocasiones por 6:0 siendo la primera como visitante. Esta rivalidad ha tenido su punto más importante cuando ambos equipos disputaron la final del Torneo Finalización 2017, donde los embajadores ganarían por 1:0 en la ida y tras un empate a 2 goles en la vuelta, Millonarios saldría campeón tras vencer por un global de 3:2, siendo este su décimo quinto título en este certamen. A continuación sus estadísticas históricas.

#### Estadísticas
| Equipo            | Independiente Santa Fe               | Millonarios F.C.                     |
| ----------------- | ------------------------------------ | ------------------------------------ |
| Fundación         | 28 de febrero de 1941                | 18 de junio de 1946                  |
| Estadio           | Nemesio Camacho "El Campín" (36 343) | Nemesio Camacho "El Campín" (36 343) |
| Partidos          | 343                                  | 343                                  |
| Victorias         | 93                                   | 134                                  |
| Empates           | 116                                  | 116                                  |
| Derrotas          | 134                                  | 93                                   |
| Mayor victoria    | 7:3                                  | 6:0                                  |
| Palmarés          | 18                                   | 23                                   |
| Ranking histórico | 5°                                   | 1°                                   |

### Clásico paisa
El clásico paisa es una rivalidad que enfrenta a los dos equipos más tradicionales de la ciudad del departamento de Antioquia que son Independiente Medellín y Atlético Nacional. A pesar de que ninguno de los dos clubes ha estado en la Primera B el enfrentamiento se vio interrumpido en las temporadas 1952, 1953, 1958 y 1971, ya que Independiente Medellín se ausentó esas temporadas del Campeonato colombiano. Es considerado uno de los partidos más importantes del fútbol colombiano. El encuentro se disputa en el Estadio Atanasio Girardot de Medellín, donde ambos clubes juegan sus partidos como local. Atlético Nacional fue fundado el 30 de abril de 1947, mientras que Independiente Medellín se fundó 34 años antes, el 14 de noviembre de 1913, hasta la fecha se han disputado 339 clásicos oficiales en más de 70 años de profesionalismo, siendo 321 de ellos disputados en Primera División y 18 por Copa Colombia. El primer encuentro fue el 26 de septiembre en el Campeonato de 1948 donde Independiente Medellín se impondría 3:0 ante Atlético Municipal sin embargo su primer enfrentamiento directo como tal fue en el Campeonato de 1950 donde Nacional ganaría por 1:0. La mayor victoria de Independiente Medellín fue por marcador de 5:0 por el Torneo Finalización 2023 como visitante, el mejor resultado de Nacional fue en el Campeonato de 1976, imponiéndose por 6:0. El punto más alto de esta rivalidad fue en la final del Torneo Apertura 2004 donde Independiente Medellín ganaría la ida por 2:1 ante Los Verdolagas para posteriormente empatar sin goles en la vuelta, dando de esta manera al Rojo de la Montaña su cuarta liga en la historia. A continuación sus estadísticas históricas.

#### Estadísticas
| Equipo            | Atlético Nacional          | Independiente Medellín     |
| ----------------- | -------------------------- | -------------------------- |
| Fundación         | 30 de abril de 1947        | 14 de noviembre de 1913    |
| Estadio           | Atanasio Girardot (45 000) | Atanasio Girardot (45 000) |
| Partidos          | 339                        | 339                        |
| Victorias         | 135                        | 97                         |
| Empates           | 107                        | 107                        |
| Derrotas          | 97                         | 135                        |
| Mayor victoria    | 6:0                        | 5:0                        |
| Palmarés          | 36                         | 9                          |
| Ranking histórico | 2°                         | 6°                         |

### Clásico vallecaucano
El clásico vallecaucano, también conocido como el clásico caleño, es una rivalidad que enfrenta a los dos equipos más tradicionales de la ciudad de Cali y del departamento de Valle del Cauca que son Deportivo Cali y América de Cali. El enfrentamiento se vio interrumpido durante 9 temporadas: entre 1956 y 1958 debido a que Deportivo Cali se ausentó esas temporadas del Campeonato colombiano, además de las temporadas 1953, dado que América de Cali se ausentó del campeonato de ese año y entre 2012 y 2016, años en los que el equipo Escarlata estuvo en la Segunda División. Es considerado uno de los partidos más importantes del fútbol colombiano. Los mayoría de los encuentros se han disputado en el Estadio Olímpico Pascual Guerrero de Cali, donde América de Cali juega como local y también Deportivo Cali fue local la mayor parte de su historia hasta su cambio de sede en 2010 a Palmira, al Estadio que lleva el nombre del Club. Mientras que América de Cali se fundó el 13 de febrero de 1927, Deportivo Cali se fundó 15 años antes el 23 de noviembre de 1912, hasta la fecha se han disputado 345 clásicos oficiales, siendo 308 de ellos disputados en Primera División, 28 por Copa Colombia, 7 por Copa Libertadores y 2 por Copa Sudamericana. El primer encuentro fue disputado el 26 de septiembre en el Campeonato de 1948 donde Deportivo Cali saldría victorioso por 4:3. La mayor victoria de Deportivo Cali ante Los rojos fue 5:1 en el Campeonato de 1951, por su parte, el mejor resultado de América fue en el Campeonato de 1961 donde se impondría por 5:0. Su partido de mayor importancia fue en la Copa Libertadores 1987 por un partido de desempate en la fase de grupos ya que el que ganaba pasaba a la siguiente fase, el partido terminaría sin goles, sin embargo en la tanda de penales los escarlatas pasarían a la siguiente fase tras vencer a los azucareros por 4:2. A continuación sus estadísticas históricas.

#### Estadísticas
| Equipo            | América de Cali                    | Deportivo Cali                  |
| ----------------- | ---------------------------------- | ------------------------------- |
| Fundación         | 13 de febrero de 1927              | 23 de noviembre de 1912         |
| Estadio           | Olímpico Pascual Guerrero (37 899) | Estadio Deportivo Cali (44 000) |
| Partidos          | 345                                | 345                             |
| Victorias         | 108                                | 126                             |
| Empates           | 111                                | 111                             |
| Derrotas          | 126                                | 108                             |
| Mayor victoria    | 5:0                                | 5:1                             |
| Palmarés          | 17                                 | 12                              |
| Ranking histórico | 4°                                 | 3°                              |

### Clásico costeño
El clásico costeño es una rivalidad que enfrenta a los dos equipos más tradicionales de la Región Caribe que son Junior de Barranquilla y Unión Magdalena. El enfrentamiento se ha visto interrumpido durante varias temporadas, ya que Junior se ausentó las temporadas de 1949, y entre 1954-1965 del Campeonato colombiano, por su parte, Unión Magdalena ha estado en la Primera B entre los años 2000-2001, 2006-2018, 2020-2021, y 2024. Los encuentros se disputan en el Estadio Metropolitano Roberto Meléndez de Barranquilla y en el Estadio Sierra Nevada en Santa Marta, donde Junior y Unión Magdalena juegan sus partidos como local, respectivamente; antiguamente el equipo Tiburón disputaba estos clásicos en el Romelio Martínez, mientras que El Ciclón Bananero lo hacía en el Eduardo Santos. Mientras que Junior de Barranquilla se fundó el 7 de agosto de 1924, Unión Magdalena se fundó 29 años después el 19 de abril de 1953. Hasta la fecha se han disputado 215 clásicos oficiales en más de 70 años de profesionalismo, siendo 195 de ellos disputados en Primera División y 20 por Copa Colombia. El primer encuentro fue el 31 de mayo en el Campeonato de 1953 donde Junior saldría victorioso 2:0 ante Unión Magdalena. La mayor victoria de los samarios ante Junior fue por 5:2 en el Campeonato de 1998 y el mejor resultado de Junior ante Unión Magdalena fue en el Torneo Finalización 2023 donde Los tiburones se impondrían por 7:1. Su partido más importante se dio en las semifinales de la Copa Colombia 2022 que comenzaría con una victoria del equipo ciclón por la mínima en condición de visitante, sin embargo en la vuelta Junior empataría el global, Los tiburones llegarían a la final de la Copa Colombia 2022 tras vencer a Unión Magdalena en la tanda de penales por 5:3. A continuación sus estadísticas históricas.

#### Estadísticas
| Equipo            | Junior de Barranquilla                  | Unión Magdalena        |
| ----------------- | --------------------------------------- | ---------------------- |
| Fundación         | 7 de agosto de 1924                     | 19 de abril de 1953    |
| Estadio           | Metropolitano Roberto Meléndez (46 692) | Sierra Nevada (16 162) |
| Partidos          | 215                                     | 215                    |
| Victorias         | 96                                      | 54                     |
| Empates           | 65                                      | 65                     |
| Derrotas          | 54                                      | 96                     |
| Mayor victoria    | 7:1                                     | 5:2                    |
| Palmarés          | 14                                      | 1                      |
| Ranking histórico | 7°                                      | 14°                    |

### Clásico cafetero
El clásico cafetero, también conocido como el clásico del Eje Cafetero, es una rivalidad futbolística que enfrenta a los dos equipos más representativos de la región: Once Caldas y Deportivo Pereira. Aunque históricamente los enfrentamientos con el Deportes Quindío fueron considerados como el verdadero clásico de la región, este estatus ha cambiado. El descenso del equipo de Armenia a la segunda división, sumado al crecimiento deportivo del Deportivo Pereira, ha llevado a que el enfrentamiento contra los cuyabros ya no sea visto como el principal clásico del Eje Cafetero. El enfrentamiento se ha visto interrumpido ya que El equipo matecaña se ausento las temporadas 1948, 1954 y 1955 del fútbol profesional colombiano y ha descendido a la Segunda División entre las temporadas temporadas 1998-2000 y 2012-2020. El encuentro se disputa en el Estadio Hernán Ramírez Villegas donde juega Deportivo Pereira y en el Estadio Palogrande en Manizales donde juega Once Caldas. Mientras que Deportivo Pereira se fundó el 12 de febrero de 1944, Once Caldas fue fundado el 16 de abril de 1947. Hasta la fecha se han disputado 229 clásicos oficiales entre estos 2 clubes, siendo 223 de ellos en Primera División y 6 por Copa Colombia. El primer encuentro fue disputado en el Campeonato de 1949 donde en aquel entonces Deportes Caldas derrotaría por la mínima al Deportivo Pereira, el primer enfrentamiento de Once Caldas como tal ante Deportivo Pereira como tal se dio en el Campeonato de 1961 el cual lo ganarían Los Matecañas por la mínima. La mayor victoria del Deportivo Pereira ante Once Caldas fue por 5:1 en dos ocasiones en 1964 y en 1969, por otra parte el mejor resultado del Once Caldas fue en 1997 donde Los albos se impondrían por 7:3 siendo este a su vez su partido con más goles. El clásico llegó a su versión más importante cuando en el Torneo Apertura 2006 se enfrentarían por los Cuadrangulares semifinales, Los albos ganarían ambos partidos el primero como local por 3:1 y el segundo como visitante por 2:1. A continuación sus estadísticas históricas.

#### Estadísticas
| Equipo            | Deportivo Pereira                | Once Caldas         |
| ----------------- | -------------------------------- | ------------------- |
| Fundación         | 12 de febrero de 1944            | 16 de abril de 1947 |
| Estadio           | Hernán Ramírez Villegas (30 297) | Palogrande (28 678) |
| Partidos          | 229                              | 229                 |
| Victorias         | 68                               | 88                  |
| Empates           | 73                               | 73                  |
| Derrotas          | 88                               | 68                  |
| Mayor victoria    | 5:1                              | 7:3                 |
| Palmarés          | 1                                | 5                   |
| Ranking histórico | 11°                              | 8°                  |

### Clásico del oriente colombiano
El clásico del oriente colombiano también conocido como el clásico del Gran Santander o el clásico de los Santanderes es una rivalidad que enfrenta a los dos equipos más tradicionales de los departamentos de Santander y Norte de Santander que son Atlético Bucaramanga y Cúcuta Deportivo. El encuentro se disputa en el de Estadio Américo Montanini en donde Atlético Bucaramanga ejerce su localía y en el Estadio General Santander en Cúcuta. Mientras que Cúcuta Deportivo se fundó el 10 de septiembre de 1924, Atlético Bucaramanga se fundó el 11 de mayo de 1949. Hasta la fecha se han disputado 212 clásicos oficiales entre estos 2 clubes siendo 187 de ellos en Primera División, 19 por Copa Colombia, 4 en Segunda División y 2 de ellos por torneos de ascenso. El primer encuentro fue disputado el 2 de abril en el Campeonato de 1950 donde Cúcuta Deportivo le ganaría por la mínima a Los leopardos. La mayor victoria de Atlético Bucaramanga ante Cúcuta Deportivo fue 6:0 el 24 de julio de 1960 por otro lado el mejor resultado de Cúcuta Deportivo fue en 1973 donde los rojinegros se impondrían por 8:1. La versión más importante llegó en un Triangular de promoción en 2001 donde quien ganaba lograba ascender a Primera División el partido concluyó sin goles, por lo que se definiría por penales donde Los leopardos lograrían ascender por un marcador de 5:3. A continuación sus estadísticas históricas. 

#### Estadísticas
| Equipo            | Atlético Bucaramanga       | Cúcuta Deportivo           |
| ----------------- | -------------------------- | -------------------------- |
| Fundación         | 11 de mayo de 1949         | 10 de septiembre de 1924   |
| Estadio           | Américo Montanini (28 000) | General Santander (42 000) |
| Partidos          | 212                        | 212                        |
| Victorias         | 68                         | 75                         |
| Empates           | 69                         | 69                         |
| Derrotas          | 75                         | 68                         |
| Mayor victoria    | 6:0                        | 8:1                        |
| Palmarés          | 1                          | 1                          |
| Ranking histórico | 10°                        | 13°                        |

### Clásico del Tolima Grande
El clásico del Tolima Grande es una rivalidad que enfrenta a los dos equipos más tradicionales de la región del Tolima Grande que son Atlético Huila y Deportes Tolima. El encuentro se disputa en el Estadio Guillermo Plazas Alcid en Neiva donde Atlético Huila juega como local y en el Estadio Manuel Murillo Toro en Ibagué donde Deportes Tolima juega sus partidos como local. Mientras que Deportes Tolima se fundó el 18 de diciembre de 1954, Atlético Huila se fundó el 19 de noviembre de 1990. Hasta la fecha se han disputado 112 clásicos oficiales entre estos 2 clubes, siendo 108 de ellos en Primera División y 4 por Copa Colombia. El primer encuentro fue en el Campeonato de 1993 donde Atlético Huila se impondría por 3-0. La mayor victoria de Atlético Huila ante Los pijaos fue en condición de visitante por 5:1 en el Torneo Finalización 2014, por su parte, el mejor resultado de Deportes Tolima ante Atlético Huila fue en el Torneo Apertura 2019 donde Los pijaos también se impondrían 5:1 en condición de visitante. Su versión más importante fue por los cuartos de final del Torneo Apertura 2015 en una fase de eliminación directa donde Los pijaos ganarían la ida 2:1 para quedarse también con la vuelta esta vez por 3:2, con un global de 5:3 y avanzarían a semifinales. A continuación sus estadísticas históricas.

#### Estadísticas
| Equipo            | Atlético Huila                  | Deportes Tolima              |
| ----------------- | ------------------------------- | ---------------------------- |
| Fundación         | 29 de noviembre de 1990         | 18 de diciembre de 1954      |
| Estadio           | Guillermo Plazas Alcid (22 000) | Manuel Murillo Toro (28 100) |
| Partidos          | 112                             | 112                          |
| Victorias         | 22                              | 57                           |
| Empates           | 33                              | 33                           |
| Derrotas          | 57                              | 22                           |
| Mayor victoria    | 5:1                             | 5:1                          |
| Palmarés          | 0                               | 5                            |
| Ranking histórico | 16°                             | 9°                           |

### Clásico boyacense
El clásico boyacense también conocido como el clásico de la ruana o el clásico de la papa es una rivalidad que enfrenta a los dos equipos más tradicionales del departamento de Boyacá que son Boyacá Chicó y Patriotas Boyacá. El encuentro se disputa en el Estadio La Independencia en donde ambos clubes juegan sus partidos como local. Mientras que Boyacá Chicó se fundó el 26 de marzo de 2002, Patriotas se fundó el 18 de febrero de 2003. Hasta la fecha se han disputado 56 clásicos oficiales entre estos 2 clubes, siendo 28 de ellos en Primera División, 24 por Copa Colombia y 4 en Segunda División. El primer encuentro si dio en 2003 en Segunda División donde Chicó F.C. ganaría por 3:2 en el estadio Olímpico el sol por la fecha 11 un Domingo 18 de mayo, sin embargo el primer partido entre Boyacá Chicó y Patriotas como tal no se dio hasta en la Copa Colombia 2008 donde Boyacá Chicó también lo ganaría esta vez por 2:1. La mayor victoria de Boyacá Chicó ante Patriotas fue 3:0 en el Torneo Apertura 2014, por otra parte, el mejor resultado de Los rojos de Boyacá fue en la Copa Colombia 2017 donde se impondrían por 4:0 como visitantes. Este Clásico llegó a su versión más importante en los cuartos de final de la Copa Colombia 2011 donde empatarían 1:1 el partido de ida y en la vuelta por lo que con un global de 2:2 se definiría el pase a las semifinales por la tanda de penales donde el equipo ajedrezado saldría victorioso por 3:1. A continuación sus estadísticas.

#### Estadísticas
| Equipo            | Boyacá Chicó              | Patriotas Boyacá          |
| ----------------- | ------------------------- | ------------------------- |
| Fundación         | 26 de marzo de 2002       | 18 de febrero de 2003     |
| Estadio           | La Independencia (20 000) | La Independencia (20 000) |
| Partidos          | 56                        | 56                        |
| Victorias         | 10                        | 23                        |
| Empates           | 23                        | 23                        |
| Derrotas          | 23                        | 10                        |
| Mayor victoria    | 3:0                       | 4:0                       |
| Palmarés          | 1                         | 0                         |
| Ranking histórico | 20°                       | 24°                       |

## Rivalidades regionales menores
Normalmente un clásico regional es reconocido como importante o destacado ya sea por hinchas de otros equipos o por federaciones en algunos casos. Estas pequeñas rivalidades no se consideran clásicos ya puede ser por que son equipos jóvenes que no han disputado tantos partidos como otros o por que en su ciudad o departamento ya hay 2 clubes que diputen una versión o enfrentamiento más relevante. Normalmente las rivalidades anteriores ganaron fuerza debido principalmente a la hinchada, medios de comunicación y sobre todo la tradición que tienen estos equipos en su respectivo departamento que los hace diferenciarse de los que se presentan a continuación. 

### Clásico joven de Antioquia
El clásico joven de Antioquia es una rivalidad que enfrenta a los dos equipos más competitivos del departamento de Antioquia sin incluir a los protagonistas del Clásico Paisa que son Envigado F.C. y Águilas Doradas. El encuentro actualmente se disputa en el Estadio Polideportivo Sur donde juega Envigado y en el Estadio Alberto Grisales donde juega Águilas Doradas. Mientras que Envigado F.C. se fundó el 14 de octubre de 1989, Águilas Doradas se fundó el 16 de julio de 2008. Hasta la fecha se han disputado 65 partidos oficiales entre estos 2 clubes siendo 47 de ellos en Primera División y 18 por Copa Colombia. El primer encuentro fue el 6 de agosto por la Copa Colombia 2008 donde Envigado derrotaría por un aplastante 7:0 al Itagüí Ditaires, sin embargo, su primer partido como tal se dio en el Torneo Apertura 2015 donde Envigado también lo ganaría esta vez por la mínima. La mayor victoria de Águilas Doradas ante La cantera de héroes se dio como Itagüí Ditaires donde en el Torneo Apertura 2012 saldrían victoriosos por 4:2 posteriormente, el mejor resultado de Los naranjas ante El equipo dorado fue en la Copa Colombia 2008 donde se impondrían por un aplastante 7:0, siendo este también su primer partido. Su partido más destacado fue en el Torneo Finalización 2019 donde empatarían por 3:3. A continuación sus estadísticas.

#### Estadísticas
| Equipo            | Águilas Doradas           | Envigado Fútbol Club       |
| ----------------- | ------------------------- | -------------------------- |
| Fundación         | 16 de julio de 2008       | 14 de octubre de 1989      |
| Estadio           | Alberto Grisales (14 000) | Polideportivo Sur (11 000) |
| Partidos          | 65                        | 65                         |
| Victorias         | 20                        | 21                         |
| Empates           | 24                        | 24                         |
| Derrotas          | 21                        | 20                         |
| Mayor victoria    | 4:2                       | 7:0                        |
| Palmarés          | 0                         | 0                          |
| Ranking histórico | 21°                       | 15°                        |

### Clásico canterano
El clásico canterano es una rivalidad que enfrenta a los dos equipos más competitivos del departamento de Valle del Cauca sin incluir a los protagonistas del Clásico Vallecaucano que son Orsomarso S.C. y Atlético F.C. Desde que Orsomarso llegó al Profesionalismo y Atlético obtuvo su reconocimiento deportivo, ha estado naciendo una rivalidad entre estos clubes, podría decirse que es el clásico vallecaucano de la Primera B ya que ninguno de los clubes ha participado en la Primera División. El encuentro actualmente se disputa en el Estadio Francisco Rivera Escobar donde juega Orsomarso y en el Estadio Olímpico Pascual Guerrero donde Atlético ejerce su localía. Mientras que Atlético fue fundado el 5 de diciembre de 2005, Orsomarso se fundó el 25 de julio de 2012, Hasta la fecha se han disputado 24 partidos oficiales entre estos 2 clubes siendo 20 de ellos en Segunda División y 4 por Copa Colombia. El primer encuentro fue disputado el 16 de marzo por la Copa Colombia 2016 donde Atlético vencería por un marcador final de 0:2 a Orsomarso. La mayor victoria de El Atlético de Cali fue 0:2 en la Copa Colombia 2016, por otro lado que el mejor resultado de Orsomarso fue en la Primera B 2017 donde Los palmiranos golearían por 0:3. A continuación sus estadísticas.

#### Estadísticas
| Equipo            | Atlético F.C.                      | Orsomarso S.C.                    |
| ----------------- | ---------------------------------- | --------------------------------- |
| Fundación         | 5 de diciembre de 2005             | 25 de julio de 2012               |
| Estadio           | Olímpico Pascual Guerrero (37 899) | Francisco Rivera Escobar (15 000) |
| Partidos          | 24                                 | 24                                |
| Victorias         | 8                                  | 11                                |
| Empates           | 5                                  | 5                                 |
| Derrotas          | 11                                 | 8                                 |
| Mayor victoria    | 2:0                                | 3:0                               |
| Palmarés          | 0                                  | 0                                 |
| Ranking histórico | 10°                                | 28°                               |

### Clásico regional bogotano
El clásico regional bogotano es una rivalidad que enfrenta a los dos equipos más competitivos de la ciudad capital Bogotá sin incluir a los equipos protagonistas del clásico bogotano estos equipos son La Equidad y Fortaleza CEIF. Desde que Fortaleza llegó al profesionalismo y obtuvo su reconocimiento deportivo, ha estado naciendo una rivalidad entre estos clubes. El encuentro actualmente se disputa en el Estadio Metropolitano de Techo donde ambos clubes juegan sus partidos como local. Mientras que Fortaleza se fundó el 10 de noviembre de 2010, La Equidad se fundó el 1 de diciembre de 1982, Hasta la fecha se han disputado 13 partidos oficiales entre estos 2 clubes en el profesionalismo siendo 12 de ellos válidos por la Primera División y el encuentro restante por Copa Colombia. El primer encuentro fue disputado en 2014 por el Torneo Apertura 2014 donde empatarían por un marcador final de 1:1. La única victoria de Los aseguradores fue por la mínima en el Torneo Apertura 2016, el mejor resultado de Fortaleza ante El equipo asegurador fue en el Apertura 2025 donde Fortaleza goleó por 4:0. Los partidos con más goles fueron un empate a dos en el Finalización 2016 y el mencionado triunfo de Fortaleza en el Apertura 2025, ambos partidos con 4 goles. A continuación sus estadísticas.

#### Estadísticas
| Equipo            | Fortaleza CEIF                  | La Equidad                      |
| ----------------- | ------------------------------- | ------------------------------- |
| Fundación         | 10 de noviembre de 2010         | 1 de diciembre de 1982          |
| Estadio           | Metropolitano de Techo (10 000) | Metropolitano de Techo (10 000) |
| Partidos          | 13                              | 13                              |
| Victorias         | 5                               | 1                               |
| Empates           | 7                               | 7                               |
| Derrotas          | 1                               | 5                               |
| Mayor victoria    | 4:0                             | 1:0                             |
| Palmarés          | 0                               | 1                               |
| Ranking histórico | 30°                             | 18°                             |

## Clásicos nacionales
Los clásicos nacionales son los partidos más importantes del país ya que se enfrentan los equipos más exitosos, grandes, influyentes y populares, también se le denomina "clásico nacional" a las rivalidades históricas del país que se dan por acontecimientos que muchas veces pasan a lo antideportivo, y por último también a los partidos que son reconocidos como importantes a nivel Internacional, disputándose en competiciones intercontinentales importantes como la Copa Libertadores, Copa Sudamericana o en competiciones de clubes extinta como la Copa Merconorte. Estos partidos son tan importantes que en ocasiones hinchas de otros equipos suelen verlos. A continuación los partidos más importantes del fútbol colombiano.

### Superclásico colombiano
El superclásico colombiano también conocido como el clásico del FPC es una rivalidad que enfrenta a los dos equipos más tradicionales y competitivos de la Región Andina y de Colombia que son Atlético Nacional y Millonarios F.C. Nunca se ha visto interrumpido ya que se ha mantenido en la Categoría Primera A. Es considerado el partido más importante de Colombia ya que son los equipos que más han ganado la Primera División el cual es el campeonato más importante del país y a su vez los equipos representan a las dos ciudades más importantes del país. Este partido es reconocido por CONMEBOL como el Superclásico colombiano. El encuentro se disputa en el Estadio Atanasio Girardot en Medellín donde juega Atlético Nacional y en el Estadio Nemesio Camacho "El Campín" en Bogotá donde Millonarios F.C. juega como local. Mientras que Atlético Nacional se fundó el 30 de abril de 1947, Millonarios F.C. se fundó 1 año antes el 18 de junio de 1946. Hasta la fecha se han disputado 299 clásicos oficiales entre estos 2 clubes, siendo 275 de ellos en Primera División, 10 por Copa Libertadores, 6 por Copa Colombia, 4 por Copa Merconorte, 2 por Superliga y 2 por Copa Sudamericana. El primer encuentro fue disputado en el Campeonato de 1948 donde Atlético Municipal saldría victorioso por 4:3, el primer enfrentamiento de Atlético Nacional ante Millonarios como tal se disputó en el Campeonato de 1950 el cual lo ganarían Los embajadores 2:0. La mayor victoria de Los embajadores ante Los verdolagas fue 7:0 en el Campeonato de 1951, en condición de visitante, por otra parte el mejor resultado de Los verdes ante Millonarios fue en el Torneo Finalización de 2014, Nacional se impondría por 5:0. El superclásico colombiano llegaría a su punto más importante a nivel nacional en el Torneo Apertura 2023 donde se enfrentarían en la final de esta edición, después de empatar sin goles en la ida y empatar a un gol en la vuelta, Millonarios se coronaría campeón de esa edición tras vencer a Los verdolagas por la tanda de penales por 3:2 ganando así su décimo sexto título en este certamen. Por otro lado su punto más importante a nivel internacional llegó en la final de la Copa Merconorte 2000 donde al empatar sin goles en la ida, la victoria sería para Los verdolagas tras vencer a Los embajadores por 2:1 en la vuelta consiguiendo su segundo título en este certamen. A continuación sus estadísticas históricas.

#### Estadísticas
| Equipo            | Atlético Nacional          | Millonarios                          |
| ----------------- | -------------------------- | ------------------------------------ |
| Fundación         | 30 de abril de 1947        | 18 de junio de 1946                  |
| Estadio           | Atanasio Girardot (45 000) | Nemesio Camacho "El Campín" (36 343) |
| Partidos          | 299                        | 299                                  |
| Victorias         | 85                         | 113                                  |
| Empates           | 101                        | 101                                  |
| Derrotas          | 113                        | 85                                   |
| Mayor victoria    | 5:0                        | 7:0                                  |
| Palmarés          | 36                         | 23                                   |
| Ranking histórico | 2°                         | 1°                                   |

### Clásico popular
El clásico popular colombiano es una rivalidad que enfrenta dos de los equipos más tradicionales y competitivos del país que son Atlético Nacional y América de Cali. Recibe este nombre por que son dos de los equipos más populares del país. Se vio interrumpido durante 5 temporadas: en 1953 debido a que el equipo escarlata se ausentó de fútbol profesional y recientemente ya que América de Cali entre 2012 y 2016 descendió a la Segunda División. Es considerado el partido más importante de Colombia ya que son dos de los equipos que más han ganado la Primera División el cual es el campeonato más importante del país. El encuentro se disputa en el Estadio Atanasio Girardot en Medellín donde juega Atlético Nacional y en el Estadio Olímpico Pascual Guerrero en donde América de Cali juega como local. Mientras que Atlético Nacional se fundó el 30 de abril de 1947, América de Cali se fundó el 13 de febrero de 1927. Hasta la fecha se han disputado 280 clásicos oficiales entre estos 2 clubes, siendo 261 de ellos en Primera División, 11 por Copa Libertadores, 4 por Copa Colombia, 2 por Copa Sudamericana y 2 por Copa Merconorte. El primer encuentro disputado en el Campeonato de 1948 donde Atlético Municipal perdería 3:0 ante Los escarlatas, el primer enfrentamiento entre Atlético Nacional y América de Cali como tal fue en el Campeonato de 1951 el cual lo empatarían 1:1. La mayor victoria de América de Cali ante Nacional fue 4:0 en el Campeonato de 1996-97 por otra parte el mejor resultado de Nacional ante Los diablos rojos fue en el Torneo Apertura de 2006 donde los verdolagas se impondría por 6:0. Este clásico tendría su nivel más importante en la final del Campeonato de 1999 donde Los verdes se lograrían consagrar campeones tras empatar con Los diablos rojos por 1:1 en la ida y empatar sin goles en la vuelta, con un global de 1:1 Los diablos rojos caerían en la tanda de penales por 4-2. A continuación sus estadísticas históricas.

#### Estadísticas
| Equipo            | América de Cali                    | Atlético Nacional          |
| ----------------- | ---------------------------------- | -------------------------- |
| Fundación         | 13 de febrero de 1927              | 30 de abril de 1947        |
| Estadio           | Olímpico Pascual Guerrero (37 899) | Atanasio Girardot (45 000) |
| Partidos          | 280                                | 280                        |
| Victorias         | 95                                 | 105                        |
| Empates           | 80                                 | 80                         |
| Derrotas          | 105                                | 95                         |
| Mayor victoria    | 4:0                                | 6:0                        |
| Palmarés          | 17                                 | 36                         |
| Ranking histórico | 4°                                 | 2°                         |

### Clásico añejo
El clásico añejo también conocido como el Clásico Histórico del FPC son las denominaciones que recibe el enfrentamiento entre Millonarios F.C. y Deportivo Cali, el cual es la rivalidad más antigua del fútbol colombiano. El encuentro se vio interrumpido 3 temporadas entre 1956-1958 debido a que Deportivo Cali se ausentó del Campeonato colombiano. Es considerado uno de los partidos más importantes del país y a su vez los equipos representan a dos de las ciudades más importantes del país. El encuentro se disputó en el Estadio Olímpico Pascual Guerrero hasta 2010 con el cambio de sede del Deportivo Cali al estadio que lleva su nombre y es disputado en el Estadio Nemesio Camacho "El Campín" en Bogotá donde Millonarios F.C. juega sus partidos como local. Mientras que Deportivo Cali se fundó el 23 de abril de 1912, Millonarios el 18 de junio de 1946. Hasta la fecha se han disputado 287 clásicos oficiales entre estos 2 clubes, siendo 277 de ellos en Primera División, 8 por Copa Libertadores y 2 por Copa Sudamericana. El primer encuentro fue en el Campeonato de 1948 donde Millonarios saldría victorioso por 3:2. La mayor victoria de Millonarios ante Los azucareros fue por 7:0 en el Campeonato de 1962, por otro lado el mejor resultado del Deportivo Cali ante Los embajadores fue por 6:1 en el Campeonato de 1950. La versión más icónica de este clásico fue en la final del Campeonato de 1949 donde Los embajadores vencerían a Los azucareros por la mínima en la ida y por 3:2 en la vuelta ganando así su primer título en este certamen. A continuación sus estadísticas históricas.

#### Estadísticas
| Equipo            | Deportivo Cali                  | Millonarios F.C.                     |
| ----------------- | ------------------------------- | ------------------------------------ |
| Fundación         | 23 de noviembre de 1912         | 18 de junio de 1946                  |
| Estadio           | Estadio Deportivo Cali (44 000) | Nemesio Camacho "El Campín" (36 343) |
| Partidos          | 287                             | 287                                  |
| Victorias         | 104                             | 100                                  |
| Empates           | 83                              | 83                                   |
| Derrotas          | 100                             | 104                                  |
| Mayor victoria    | 6:1                             | 7:0                                  |
| Palmarés          | 12                              | 23                                   |
| Ranking histórico | 3°                              | 1°                                   |

### Clásico de las estrellas
El clásico de las estrellas es las denominación que recibe el enfrentamiento entre Millonarios F.C. y América de Cali durante un tiempo fue considerado como "El Superclásico del Fútbol Colombiano". El encuentro se vio interrumpido en 1953 debido a que los diablos rojos se ausentaron del Campeonato colombiano y entre 2012 y 2016 debido a que los rojos descendieron a la Segunda División. El encuentro se disputa en el Estadio Olímpico Pascual Guerrero donde juega América de Cali y en el Estadio Nemesio Camacho "El Campín" en Bogotá donde Millonarios juega sus partidos como local. Mientras que América de Cali se fundó el 13 de febrero de 1927, Millonarios se fundó el 18 de junio de 1946, Hasta la fecha se han disputado 268 clásicos oficiales entre estos 2 clubes, siendo 262 de ellos en Primera División, 4 por Copa Libertadores y 2 por Copa Merconorte. El primer encuentro disputado en el Campeonato de 1948 donde Millonarios perdería por 4:0 ante Los diablos rojos. La mayor victoria de Los embajadores ante El pentacampeón fue por 5:2 en dos ocasiones por la Primera División en 1958 y en 1959, por otro lado, el mejor resultado de Los escarlatas ante Millonarios fue 5:0 en 1994. Este clásico tuvo su versión más importante en las semifinales del Torneo Finalización 2017 en una fase de eliminación directa donde Los embajadores vencerían a Los escarlatas por 2:1 en la ida, para después empatar sin goles en la vuelta, clasificándose así a la final de esta edición y que posteriormente terminarían ganando. A continuación sus estadísticas históricas.

#### Estadísticas
| Equipo            | América de Cali                    | Millonarios F.C.                     |
| ----------------- | ---------------------------------- | ------------------------------------ |
| Fundación         | 13 de febrero de 1927              | 18 de junio de 1946                  |
| Estadio           | Olímpico Pascual Guerrero (37 899) | Nemesio Camacho "El Campín" (36 343) |
| Partidos          | 268                                | 268                                  |
| Victorias         | 84                                 | 106                                  |
| Empates           | 78                                 | 78                                   |
| Derrotas          | 106                                | 84                                   |
| Mayor victoria    | 5:0                                | 5:2                                  |
| Palmarés          | 17                                 | 23                                   |
| Ranking histórico | 4°                                 | 1°                                   |

### Clásico de rojos
El clásico de rojos es las denominación que recibe el enfrentamiento entre Independiente Santa Fe y América de Cali. El encuentro se vio interrumpido en 1953 debido a que los diablos rojos se ausentaron del campeonato colombiano y entre 2012 y 2016 debido a que estos descendieron a la segunda división. El encuentro se disputa en el Estadio Olímpico Pascual Guerrero donde juega América de Cali y en el Estadio Nemesio Camacho "El Campín" en Bogotá donde Independiente Santa Fe juega sus partidos como local. Mientras que América de Cali se fundó el 13 de febrero de 1927, Independiente Santa Fe se fundó el 28 de febrero de 1941, Hasta la fecha se han disputado 250 clásicos oficiales entre estos 2 clubes, siendo 243 de ellos en Primera División, 2 por Superliga de Colombia, 2 por Copa Libertadores, 2 por Copa Merconorte y 1 por Copa Colombia. El primer encuentro disputado en el Campeonato de 1948 donde El León ganaría por 5:1 ante Los diablos rojos. La mayor victoria de Los cardenales ante El pentacampeón fue por 7:3 por la Primera División en 1949, por otro lado, el mejor resultado de Los escarlatas ante El Expreso Rojo fue por 6:1 en 1954. Este clásico tuvo su versión más importante en la final del Campeonato Colombiano 2020 en una vibrante serie donde Los escarlatas vencerían a Los cardenales por 3:0 en la ida, para después caer por 2:0 en la vuelta pero consiguiendo así el decimoquinto título de liga en su historia. Por otra parte su punto más importante a nivel internacional llegó en la final de la Copa Merconorte 1999 donde Los Rojos caerían en la ida por 2:1 como locales, sin embargo saldrían victoriosos en la vuelta tras vencer a Los Cardenales por 1:0 y vencerlos en los penales por 5:3 consiguiendo su primer título en este certamen. A continuación sus estadísticas históricas.

#### Estadísticas
| Equipo            | América de Cali                    | Independiente Santa Fe               |
| ----------------- | ---------------------------------- | ------------------------------------ |
| Fundación         | 13 de febrero de 1927              | 28 de febrero de 1941                |
| Estadio           | Olímpico Pascual Guerrero (37 899) | Nemesio Camacho "El Campín" (36 343) |
| Partidos          | 250                                | 250                                  |
| Victorias         | 88                                 | 76                                   |
| Empates           | 86                                 | 86                                   |
| Derrotas          | 76                                 | 88                                   |
| Mayor victoria    | 6:1                                | 7:3                                  |
| Palmarés          | 17                                 | 18                                   |
| Ranking histórico | 4°                                 | 5°                                   |

### Clásico de verdes
El clásico de verdes es una rivalidad que enfrenta a los dos equipos verdes del FPC que son Atlético Nacional y Deportivo Cali. El encuentro se disputa en el Estadio Atanasio Girardot en Medellín donde juega Atlético Nacional y en el Estadio Deportivo Cali en Palmira donde Deportivo Cali juega como local. Mientras que Atlético Nacional se fundó el 30 de abril de 1947, Deportivo Cali se fundó el 23 de noviembre de 1912. Hasta la fecha se han disputado 292 clásicos oficiales entre estos 2 clubes, siendo 272 de ellos en Primera División, 4 por Copa Libertadores, 6 por Copa Colombia, 2 por Copa Merconorte, 4 por Superliga, 2 por Copa Sudamericana y 2 por Copa Simón Bolívar. El primer encuentro fue disputado en el Campeonato de 1948 donde Deportivo Cali saldría victorioso por 4:1 ante el predecesor del club verdolaga, el Atlético Municipal. El primer enfrentamiento de Atlético Nacional ante Deportivo Cali como tal se disputó en el Campeonato de 1951 el cual lo ganarían Los azucareros por 3:1. La mayor victoria de Los azucareros ante Los verdolagas fue 7:2 en el Campeonato de 1969, en condición de local, por otra parte el mejor resultado de El Rey de Copas ante Los verdiblancos fue en el Torneo Finalización de 2005 donde Atlético Nacional se impondría por 5:0 en condición de local. Este clásico tuvo su versión más importante en la final del Torneo Apertura 2017 en una vibrante serie donde Los verdolagas caerían frente a Los azucareros por 2:0 en la ida, para después remontar la serie con una goleada por 5:1 en la vuelta, consiguiendo así el decimosexto título de liga en su historia. A continuación sus estadísticas históricas.

#### Estadísticas
| Equipo            | Atlético Nacional          | Deportivo Cali                  |
| ----------------- | -------------------------- | ------------------------------- |
| Fundación         | 30 de abril de 1947        | 23 de noviembre de 1912         |
| Estadio           | Atanasio Girardot (45 000) | Estadio Deportivo Cali (44 000) |
| Partidos          | 292                        | 292                             |
| Victorias         | 103                        | 113                             |
| Empates           | 76                         | 76                              |
| Derrotas          | 113                        | 103                             |
| Mayor victoria    | 5:0                        | 7:2                             |
| Palmarés          | 36                         | 12                              |
| Ranking histórico | 2°                         | 3°                              |

### Clásico de decanos
El clásico de decanos es una rivalidad que enfrenta a los dos primeros equipos que alcanzaron 100 años de existencia del FPC que son Independiente Medellín y Deportivo Cali. El encuentro se disputa en el Estadio Atanasio Girardot en Medellín donde juega Independiente Medellín y en el Estadio Deportivo Cali en Palmira donde Deportivo Cali juega como local. Mientras que el DIM se fundó el 14 de noviembre de 1913, Deportivo Cali se fundó el 23 de noviembre de 1912. Hasta la fecha se han disputado 248 clásicos oficiales entre estos 2 clubes, siendo 244 de ellos en Primera División y 4 por Copa Colombia. El primer encuentro fue disputado en el Campeonato de 1948 donde Deportivo Cali saldría victorioso por 0:1 en condición de visitante. La mayor victoria de Los azucareros ante Los poderosos fue 7:1 en el Campeonato de 1962, mientras que el mejor resultado de El Milancito ante Los verdiblancos fue en el Campeonato de 1955 donde el DIM se impondría por 7:1 en condición de local. Este clásico tuvo su versión más importante en la final del Torneo Apertura 2015 en una vibrante serie donde Los azucareros ganarían frente a Los poderosos por 1:0 en la ida para después empatar por 1:1 en la vuelta y coronarse con el noveno título de liga en su historia. A continuación sus estadísticas históricas.

#### Estadísticas
| Equipo            | Deportivo Cali                  | Independiente Medellín     |
| ----------------- | ------------------------------- | -------------------------- |
| Fundación         | 23 de noviembre de 1912         | 14 de noviembre de 1913    |
| Estadio           | Estadio Deportivo Cali (44 000) | Atanasio Girardot (45 000) |
| Partidos          | 248                             | 248                        |
| Victorias         | 99                              | 78                         |
| Empates           | 71                              | 71                         |
| Derrotas          | 78                              | 99                         |
| Mayor victoria    | 7:1                             | 7:1                        |
| Palmarés          | 12                              | 9                          |
| Ranking histórico | 3°                              | 6°                         |